# Augusto Pedrazza
Augusto Pedrazza (Milano, 1º febbraio 1923 – Milano, 23 dicembre 1994) è stato un artista e fumettista italiano, ideatore assieme a Roberto Renzi di Akim.

## Biografia
Dopo gli studi presso l'Accademia Ambrosiana di pittura, Pedrazza pubblicò nel 1942 il suo primo fumetto. Nella seconda metà del 1940 incontrò il giornalista e sceneggiatore Roberto Renzi, con il quale ideò vari fumetti a partire dal 1950. Dal 1948, molti dei suoi fumetti furono pubblicati presso l'editore M. Tomasina, che comprendono tra l'altro, carri armati, nucleari o Pierino, Il Principe Nero.
Tra le opere più importanti di Pedrazza vi è Akim (pubblicato dal 1950 per oltre quarant'anni in Italia e Francia), un personaggio tarzanide, serie proseguita da Pedrazza fino alla fine della sua carriera. Dal 1960 Pedrazza ha lavorato anche per il mercato francese con Zembla, un altro tarzanide, che cedette però dopo soli quattro episodi a Franco Oneta, perché troppo legato alla serie di Akim.
Altra serie fu Fulgor, che apparve in Italia con il titolo Joe corridore.
| Controllo di autorità | VIAF (EN) 291166517 · ISNI (EN) 0000 0003 9629 763X · SBN CAGV431414 · GND (DE) 1058096958 |